# 川満直樹
川満 直樹（かわみつ なおき、1970年 - ）は、日本の経営学者、歴史学者。専門は経済史・経営史・商品史。同志社大学商学部教授。

## 人物・経歴
沖縄県出身。1994年沖縄国際大学文学部英文学科卒業。1997年大阪学院大学大学院国際学研究科国際学専攻修士課程修了、修士（国際学）。2000年大阪学院大学大学院国際学研究科国際学専攻博士課程単位取得退学。2001年阪南大学経済学部専任講師。2002年阪南大学経済学部助教授。2007年同志社大学商学部専任講師。2013年同志社大学商学部准教授。2015年博士（国際学）。2020年同志社大学商学部教授。専門は経済史、経営史、商品史。

## 著書
- 『ランドマーク商品の研究 : 商品史からのメッセージ』（石川健次郎編著, 木山実, 柿本尚志, 瀬岡誠, 瀬岡和子, 安岡重明, 鍛冶博之と共著）同文舘出版 2004年
- 『パキスタン財閥のファミリービジネス : 後発国における工業化の発展動力』ミネルヴァ書房 2017年

### 編著
- 『商品と社会 : ランドマーク商品の研究』同文舘出版 2015年